# Nicolas Calas
Pour les articles homonymes, voir Calas.
 (septembre 2013).
Si vous disposez d'ouvrages ou d'articles de référence ou si vous connaissez des sites web de qualité traitant du thème abordé ici, merci de compléter l'article en donnant les références utiles à sa vérifiabilité et en les liant à la section « Notes et références ».
Nicolas Calas (grec moderne : Νικόλαος Κάλας) (né le 27 mai 1907 et mort le 31 décembre 1988) était le nom de plume de Nikos Kalamaris (grec moderne : Νίκος Καλαμάρης), poète et critique d'art grec naturalisé américain. Lors de sa jeunesse grecque, il utilisa d’autres pseudonymes, Nikitas Randos (grec moderne : Νικήτας Ράντος) et M. Spieros (grec moderne : Μ. Σπιέρος).

## Biographie
Nicolas Calas est né Nikos Kalamaris à Lausanne, en Suisse, le 27 mai 1907 mais il grandit à Athènes. Fils unique de Ioannis Kalamaris, héritier d’une famille d’armateurs et de propriétaires terriens originaire de l’île de Syros, et de Rosa Caradja, qui était l’arrière petite-fille de Markos Botzaris, chef militaire et héros de la guerre d’indépendance grecque, elle descendait de la famille noble phanariote Caradja qui fournit des hauts-fonctionnaires à l’Empire ottoman ainsi que les dirigeants successifs des Principautés danubiennes. Calas se rebella contre ses origines sociales favorisées en adhérant au trotskysme, alors fortement influencé dans son choix politique radical par la tragédie humaine causée par la Catastrophe d’Asie mineure de 1922. En effet, Calas fut le témoin oculaire de l’arrivée en masse dans les rues d’Athènes des réfugiés fuyant la guerre gréco-turque.

### Grèce
Entre 1925 et 1930, Calas suivit des études de droit et de science politique à l’université d’Athènes où il devint un membre actif de l’organisation radicale La Société des étudiants. Bien qu’ayant travaillé dans un cabinet de juristes entre 1930 et 1934, il abandonna rapidement la carrière qui lui était promise pour se concentrer sur l’écriture de poésies, de critiques littéraire et politique, dans un style de polémiste tant sur le fond que sur la forme. Ses textes critiques, le plus souvent publiés sous le pseudonyme de M. Spieros (un choix influencé par le nom du révolutionnaire français Robespierre), furent publiés dans différentes revues littéraires et politiques grecques entre 1929 et 1938. Il s’attaquait à des sujets divers, tels que le cinéma, la politique ou la littérature. C’est ainsi qu’il fut le premier à analyser la poésie de Constantin Cavafy dans une perspective freudo-marxiste.
La poésie de Calas, publiée sous le pseudonyme de Nikitas Randos, subit de multiples changements stylistiques qui reflètent sa curiosité artistique ainsi que son intérêt pour les tendances modernes du début du XXe siècle, que ce soit le futurisme, l’expressionnisme ou le surréalisme. Son premier recueil, intitulé Poèmes (Ποιήματα), fut publié en 1932. L’un des premiers représentants du modernisme en Grèce, Calas était clairement en avance sur son temps, et dut, en conséquence, essuyer des critiques défavorables. Ce premier ouvrage fut suivi de quatre carnets « poétiques »” (Tetradia, Τετράδια Α’-Δ’) diffusés hors-commerce  entre 1933 et 1936.

### France et Portugal
Entre 1934 et 1937, Calas partagea sa vie entre Athènes et Paris où il devint rapidement membre du groupe surréaliste affilié à André Breton. À la suite du coup d’État militaire du général Metaxas, le 4 août 1936, le climat répressif qui s’installe en Grèce le force à quitter le pays et à s’installer de façon permanente à Paris à partir de 1937. Il y écrit des poèmes en français fortement influencés par sa plongée au cœur de la poétique surréaliste et restés inédits à l’époque. Une édition bilingue en fut donnée en Grèce en 2002. En 1938 Calas publia chez Denoël un livre de critique freudo-surréalisto-trotskiste, Foyers d’incendie, dans lequel on ressent les influences des théoriciens de l’École de Francfort, de Wilhelm Reich en particulier, ainsi que celle du manifeste Pour un art révolutionnaire indépendant formulé par Léon Trotsky, Diego Rivera et André Breton à Mexico en 1938.
Forcé de quitter la France au déclenchement de la Seconde Guerre mondiale, Calas rejoint Lisbonne en octobre 1939 le temps pour lui de trouver une place sur un bateau en partance pour les États-Unis. Durant les quelques mois de son séjour, il étudia l’architecture baroque de la ville tout en essayant de former un groupe surréaliste. Il put finalement quitter l’Europe au début de l’année 1940, après avoir obtenu un visa grâce à l’aide de son amie américaine Sherry Mangan, poète trotskyste et journaliste au Time magazine.

### New York
Calas est l’un des tout premiers surréalistes à arriver à New York en 1940. Il y vit jusqu’à sa mort en 1988, travaillant principalement en tant que critique d’art pour d’importantes publications telles que View, Village Voice, Arts Magazine et Artforum. Le temps pour lui de se ménager une niche en tant que critique d’art et conférencier, il gagna sa vie grâce à des petits boulots. De 1942 à 1945 il fut embauché par les départements français et grecs de l’Office of War Information, ainsi que par le département Balkans de l’Intelligence Service. Son premier livre en anglais, Confondre le sage (Confound the Wise), publié en 1942, est un recueil d’essais traitant de poésie, du baroque portugais, du portrait en peinture et d’architecture moderne. En 1943 il épousa une femme divorcée Elena von Hoershelman, psychanalyste née en Russie, avec laquelle il collabore à de nombreux projets de recherche, à des articles ou à des livres. Pendant quelques années ils travaillent ensemble au Projet d’Étude des Cultures Contemporaines mené par l’université Columbia. C’est à ce moment-là que Calas devint chercheur-associé et consultant auprès de la fameuse anthropologiste Margaret Mead. En 1953, leur collaboration aboutit à la publication d’une anthologie de l’Héritage primitif (Primitive Heritage).
Calas bénéficia de trois bourses successives de la Fondation Bollingen (1949-1951) dans le but d’écrire une étude sur le triptyque de Jérôme Bosch intitulé Le jardin des Délices, mais il échoua à faire publier son travail, ce qui le conduisit à réécrire le manuscrit jusqu’à la fin de sa vie. À partir des années 1960, Calas entame sa carrière de critique d’art et de conférencier en histoire de l’art à l’université Fairleigh Dickinson dans le New Jersey. Calas fut l’un des seuls surréalistes à s’intéresser aux nouvelles tendances qui agitèrent les arts américains dans les années soixante, ainsi, il écrivit beaucoup sur le Pop art tout en promouvant un redéfinition des buts et des moyens d’expressions du surréalisme. Nombre de ses essais ont été réunis et publiés en volumes : L’Art à l’ère du Risque (1968, Art in the Age of Risk), Icônes et images des Sixties (1971, Icons and Images of the Sixties) et Transfigurations (1985). Conséquence du coup d’État des Colonels qui eut lieu en Grèce en 1967, l’exil du révolutionnaire grec et trotskyste Michalis Raptis (Pablo) à New York permit aux deux compatriotes de collaborer au sein du mouvement de résistance extérieure.

### Retour en Grèce
Après avoir passé quelque temps en Grèce durant les années cinquante afin de régler les affaires familiales à la suite de la mort de son père, Calas recommença à écrire en grec des poèmes obscurs et satiriques. Ces poèmes furent d’abord publiés par le journal d’avant-garde Pali (Πάλι) au cours des années soixante, lui permettant d’effectuer son grand retour en Grèce, pays qui avait jusque-là ignoré ou négligé son œuvre de poète. Ses anciens et ses nouveaux poèmes furent publiés dans deux recueils : Rue Nikitas Randos (Οδός Νικήτα Ράντου) qui obtint le prix national de la Poésie en 1977 et Inscriptions et Lumières (Γραφή και φως) en 1983. L’intérêt pour ses écrits ne fait qu’augmenter en Grèce où il est maintenant reconnu comme un poète novateur, un éminent représentant du modernisme et comme un pionnier du surréalisme grec.
À sa mort en 1988, suivie l’année d’après par celle de sa femme Elena, leur collection d’art fut léguée au musée d’art moderne Louisiana qui se trouve dans la banlieue de Copenhague au Danemark. Les Archives de Nicolas et Elena Calas se trouvent à la Bibliothèque nordique d’Athènes.

## Œuvres

### Poésie
- Poèmes (Ποιήματα, 1932)
- Carnet I (Τετράδιο Α’, 1933)
- Carnet II (Τετράδιο Β’, 1933)
- Carnet III (Τετράδιο Γ’, 1934)
- Carnet IV (Τετράδιο Δ’, 1936)
- Rue Nikitas Randos Street (Οδός Νικήτα Ράντου, 1977.  (ISBN 960-7721-24-1)
- Écriture et lumière (Γραφή και φως, 1983).  (ISBN 960-7721-34-9)
- 16 poèmes français - Coerrespondance avec William Carlos Williams (Δεκαέξι γαλλικά ποιήματα και αλληλογραφία με τον Ουίλλιαμ Κάρλος Ουίλλιαμς, ed. Spilios Argyropoulos et Vassiliki Kolocotroni, 2002).  (ISBN 960-17-0084-6)
- Oedipus is Innocent (Sélection de poèmes édités et traduits par Lena Hoff, 2020).  (ISBN 9781916139275)

### Prose, essais, lettres
- Foyers d’incendie (1938)
- Confound the Wise (1942)
- Primitive Heritage (coédité avec Margaret Mead, 1953)
- The Peggy Guggenheim Collection of Modern Art (coécrit avec Elena Calas, 1967)
- Art in the Age of Risk (1968)
- Icons and Images of the Sixties (coécrit avec Elena Calas, 1971)
- Surrealism Pro & Con (1973)
- Essays on Poetry and Aesthetics (Greek: Κείμενα ποιητικής και αισθητικής, ed. Alex. Argyriou, 1982).  (ISBN 0-8357-1690-2)
- Transfigurations (1985)
- Yorgos Theotokas et Nicolas Calas. Une Correspondance (Greek: Γιώργος Θεοτοκάς και Νικόλας Κάλας. Μια αλληλογραφία, ed. Ioanna Konstantoulaki-Hantzou, 1989)
- Nicolas Calas – Michalis Raptis. Une Correspondance politique (Greek: Νικόλας Κάλας – Μιχάλης Ράπτης. Μια πολιτική αλληλογραφία, ed. Lena Hoff, 2002).  (ISBN 960-325-451-7) (OCLC 55471259)
- Nicolas Calas – André Breton : lettres sur Hitler et l'impuissance de la littérature, in: Mélusine (Cahiers du Centre de Recherche sur le Surréalisme) XXXI: 231-252 (ed. Dimitri Kravvaris, 2011).  (ISBN 978-2-8251-4128-1)
- Νικόλαος Κάλας, Βίος και Πολιτεία: Η Συνέντευξη γιά τα Αρχεία της Αμερικανικής Τέχνης (Nicolas Calas, Vie et Temps : interview réalisée pour les Archives of American Art), édité par Spilios Argyropoulos et Vassiliki Kolocotroni (Ypsilon Books, Athènes, 2012)  (ISBN 978-960-17-0318-3)